# Ernst Hoppenberg
Ernst Hoppenberg  (Bremen 26 de julio de 1878 - Kirn 29 de septiembre de 1937) fue un nadador alemán especializado en pruebas de estilo libre y espalda. Participó en los Juegos Olímpicos de París 1900.
También fue miembro del equipo alemán de Waterpolo. 

## Muerte
El 28 de septiembre de 1937 sufrió un accidente de tráfico y murió al día siguiente en el hospital.

## Palmarés internacional
| Juegos Olímpicos | Juegos Olímpicos | Juegos Olímpicos | Juegos Olímpicos |
| Año              | Lugar            | Medalla          | Prueba           |
| ---------------- | ---------------- | ---------------- | ---------------- |
| 1900             | París ( Francia) | Medalla de oro   | 200 m espalda    |
| 1900             | París ( Francia) | Medalla de oro   | 200 m relevos    |